# Andrew Stevens
Andrew Stevens (nascut com a Herman Andrew Stephens a Memphis, Tennessee, el 10 de juny de 1955) és un actor, productor i director de cinema estatunidenc.

## Biografia
Andrew Stevens és l'únic fill de l'actriu Stella Stevens i el seu exmarit Noble Herman Stephens, tots dos nadius de Mississipi.
Abans de la seva carrera de productor, Stevens va ser escriptor, director i actor. Va ser nominat a un Globus d'Or pel seu treball en Els nois de la companyia C (Columbia Pictures) de 1978.
El 1977, Stevens va interpretar Andrew Thorpe, de 17 anys, en la sèrie western de NBC, The Oregon Trail. Només se'n van rodar 13 capítols, set dels quals mai van ser emesos.
A inicis de 1990, Stevens va deixar els mitjans públics per convertir-se en empresari independent, escrivint, produint, dirigint i finançant les seves pel·lícules per a les seves pròpies empreses. El seu exercici més llarg com a executiu de cinema va ser com a president de Franchise Pictures, que va produir pel·lícules per a Warner Bros des de 1997 fins a 2002.
El 2001, Stevens va ser nomenat un dels productors més prolífics de Hollywood en la revista de comerç Hollywood Reporter. Els seus crèdits de producció inclouen pel·lícules per a llançament teatral d'estudi ampli com The Whole Nine Yards, protagonitzada per Bruce Willis (Warner Bros); The Big Kahuna, amb Kevin Spacey (Lionsgate); pel·lícules per a televisió com Topper (ABC), una sèrie basada en la pel·lícula del mateix nom, en la qual apareix davant de Kate Jackson amb qui estava casat llavors;
The White Raven (per HBO) i nombroses pel·lícules en DVD amb Steven Seagal, Wesley Snipes, i Dolph Lundgren.

## Vida personal
Andrew Stevens i la seva segona esposa, Robyn, tenen tres fills.

## Filmografia
Les seves pel·lícules més destacades són:
- Shampoo (1975) - actor
- Massacre at Central High (1976) - actor
- Vigilante Force (1976) - actor
- Day of the Animals (1977) - actor
- The Fury (1978) - actor
- Els nois de la companyia C (The Boys in Company C) (1978) – actor
- Cacera a mort (Death Hunt) (1981) – actor
- La seducció (The Seduction) (1982) - actor
- Poc abans de mitjanit (10 to Midnight) (1983) - actor
- Esquadró (Escuadrón) (1988) - actor
- The Terror Within (1989) - actor
- Night Eyes (1990) - actor
- The Terror Within II (1991) - actor i director
- Night Eyes 2 (1992) - actor
- Night Eyes 3 (1993) - actor
- Scorned (1994)
- Night Eyes 4: Fatal Passion (1996)
- The Shooter (1997)
- Crash Dive (1997)
- Inferno (1997)
- Billy Frankenstein (1998)
- Fugitive Mind (1999)
- Mercy (2000)
- Animal Factory (2000)
- Més enllà de la sospita (Auggie Rose) (2000)
- Final Examination (2003)
- The Foreigner (2003)
- Blessed (2004)
- Method (2004)
- Black Dawn (2005; vídeo) – també actor
- The Marksman (2005; vídeo) – també actor
- 7 segons (7 Seconds) (2005)
- Glass Trap (2005)
- The Detonator (2006)
- Missionary Man (2007) – també actor
- Walking Tall: Lone Justice (2007; vídeo) – també actor
- Half Past Dead 2 (2007)
- Walking Tall: The Payback (2007)
- Fire from Below (2009) – també actor
- Breaking the Press (2010)
- Mandrake (TV; 2010)
- Mongolian Death Worm (TV) (2010) – també actor
- Rise (2011)